# Herb Bukaresztu

Współczesny herb Bukaresztu

Herb Bukaresztu – jeden z heraldycznych symbol stolicy Rumunii – Bukaresztu. Obecny herb powstały za panowania księcia Aleksandra Jana Cuzy, został przywrócony w 1994 r.

## Opis
Tarcza herbowa jest koloru niebieskiego. Na niej znajduje się złoty orzeł z krzyżem łacińskm w dziobie, trzymający w szponach: po prawej stronie miecz, zaś w lewej berło. Poniżej na trójkolorowej (czerwono-żółto-niebieskiej) wstędze odwołującej się do barw Rumunii, zawieszonej na ogonie znajduje się motto: PATRIA ȘI DREPTUL MEU (Moja Ojczyzna i Prawo).
Na jego piersiach znajduje się mniejsza tarcza herbowa koloru czerwonego, którą zdobi wizerunek św. Dymitr – patron miasta, trzymający w rękach włócznię i krzyż łaciński.
Całość zwieńczona jest klejnotem w formie korony, stylizowanej na mury obronne.

## Historia

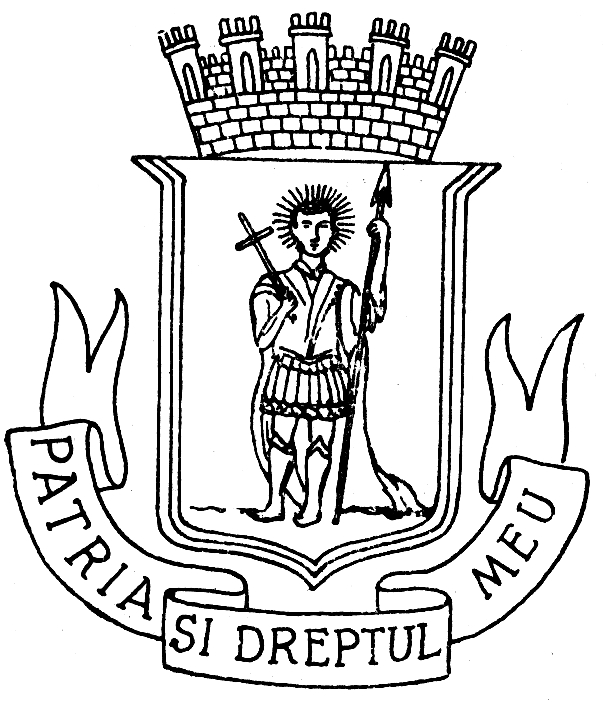
Herb Bukaresztu z 1868 roku

Najstarszy zachowany herb miasta pochodzi z XVI w. i przedstawia Najświętszą Maryję Pannę z Dzieciątkiem w chwili Zwiastowania i opleciony jest wstęgą z napisem: To jest pieczęć Bukaresztu.
Herb ten został zmieniony przez Pawła Kisielowa Statutem Organicznym wydanym w 1862 r. dla Mołdawii i Wołoszczyzny, które w tym czasie znajdowały się pod okupacją rosyjską. Nowy herb przedstawiał kobietę w pozycji siedzącej, trzymającej wagę – symbol sprawiedliwości w lewej ręce oraz pszenicę i kwiaty w prawej dłoni.
Herb został ponownie zmieniony za panowania księcia Cuzy i przedstawiać miał św. Dymitra z Tesaloniki, patrona stolicy. Według Constantina Giurescu postać stylizowana była na Bucurze – mitycznym założycielu miasta. Po I wojnie światowej do herbu dodano współczesne elementy w nim występujące takie jak: orzeł.

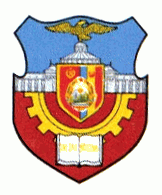
Herb Bukaresztu z lat 1970-1989

Herb ten utrzymał się do 1970 r., kiedy dekretem prezydenta Nicolae Ceaușescu został zastąpiony przez nowy, który miał oddawać najbardziej charakterystyczne elementy tradycji historycznej, politycznej, ekonomicznej i społecznej państwa. Przedstawiał on dwupolową tarczę dzieloną w poziom. Na górnym niebieskim polu znajdował się biały wizerunek gmachu Komunistyczne Partii Rumunii. Dolne pole, koloru czerwonego koło zębate i otwartą księgę z łacińskim mottem Civitas Nostra (Nasze Miasto). Obie części łączy mała tarcza herbowa, w której dominuje godło Rumunii, a w tle znajdują się flaga rumuńska i radziecka.
W 1994 r. przywrócono herb z okresu sprzed 1970 roku.